# Cryptanura lucida
Cryptanura lucida är en stekelart som först beskrevs av Szepligeti 1916.  Cryptanura lucida ingår i släktet Cryptanura och familjen brokparasitsteklar. Inga underarter finns listade i Catalogue of Life.